# Курдистанский динар
Курдистанский динар — непризнанная денежная единица, использовавшаяся в Курдистанской автономии в Ираке после первой войны в Персидском заливе (1991). Была в обращении с 1991 по 2004 год.
Курдам в Ираке предоставили большую степень автономии при содействии Организации Объединённых Наций. Множество курдов в Ираке ожидали получения полной независимости с падением режима Саддама Хусейна в 2003 г.
До войны в Персидском заливе банкноты для Ирака печатались в Швейцарии. После введения в 1991 году санкций в отношении Ирака правительство страны лишилось возможности печатать деньги за рубежом, поэтому организовало их изготовление внутри страны, а все предыдущие («швейцарские») выпуски были изъяты из обращения в период с 5 по 10 мая 1992 года. Однако в трёх северных, курдских провинциях Ирака объявленные недействительными в целом в Ираке «швейцарские» банкноты остались законным средством платежа — первоначально они и получили название курдских динаров.

## Монеты Курдистана
В 2003 году были отчеканены монеты достоинством в 1, 10, 100 и 1000 динаров.
На монете в 1 динар изображён один из самых известных курдов — Саладин. Саладин основал мощную Айюбидскую династию и управлял ею с 1169 до 1193 года. Современники отмечали его дипломатические навыки, поддержанные хорошо дисциплинированной армией, которые позволили ему получить контроль над Египтом, Палестиной и Сирией от исламских и христианских противников. 1 динар покрыт металлами бронзой и цинком, подобно используемому в американском центе, было выпущено всего 5000 экземпляров.
На монете номиналом 10 динаров изображены персидские олени, её тираж составил 10 000 экземпляров. Монета состоит из никеля, покрытого бронзой.
На серебряной монете достоинством 100 динаров изображена маленькая хищная птица из семейства соколиных, которая является родной Курдистану. Было отчеканено всего 800 экземпляров.
На золотой монете достоинством 1000 динаров изображен Саладин, восседающий на лошади и несущий в руках Курдское знамя. Это изображение сделано из 22-каратного золота. Было отчеканено всего 98 экземпляров. Размеры 10 динаров — 39 мм (размер серебряного доллара), в то время как другие монеты — 27 мм в диаметре.
Горы часто фигурировали в курдских сказаниях, из-за этого на обратной стороне всех монет изображены четыре вершины гор, которые символизируют четыре общины с главными курдскими поселениями. Над горами возвышается солнце, которое является традиционным символом курдов, предшествовавшим переходу нации к Исламу. Надписи на монетах сделаны на двух курдских диалектах: сорани и курманджи. Существующие монеты 1 и 10 динаров фактически распределяются среди жителей Иракского Курдистана.
Согласно данным каталога Krause Publications «Unusual world coins», эти монеты выпущены правительством Курдистана в изгнании. По данным сайта Colnet эти монеты были изготовлены частным монетным двором в Форт-Лодердейле (Флорида).